# Dekanat łuchowicki
Dekanat łuchowicki – jeden z 48 dekanatów eparchii moskiewskiej obwodowej Rosyjskiego Kościoła Prawosławnego. Obejmuje cerkwie położone w rejonie łuchowickim obwodu moskiewskiego. Rejon obejmuje cztery kościoły parafialne na terenach miejskich, dwadzieścia jeden na terenach wiejskich, jedną wiejską kaplicę parafialną, sześć kościołów filialnych, dwie sale modlitewne i trzy kaplice. Archiprezbiter Kirył Sladkow sprawuje nadzór nad rejonem jako jego dziekan..

## Cerkwie w dekanacie[1]
- Cerkiew Kazańskiej Ikony Matki Bożej w Suszkowie
- Cerkiew Kazańskiej Ikony Matki Bożej w Ałpatiewie
- Cerkiew Trzech Świętych Hierarchów w Biełoomucie
- Cerkiew Zaśnięcia Matki Bożej w Biełoomucie

Cerkiew św. Michała Archanioła w Biełoomucie
- Cerkiew Przemienienia Pańskiego w Biełoomucie

Cerkiew św. Matrony Moskiewskiej w Biełoomucie
- Cerkiew Opieki Matki Bożej w Gawriłowskim

Kaplica Zaśnięcia Matki Bożej
- Cerkiew św. Michała Archanioła w Gołowaczewie
- Cerkiew św. Paraskiewy w Gorietowie
- Cerkiew św. Mikołaja w Gorodnej

Kaplica św. Mikołaja
- Cerkiew Narodzenia Pańskiego w Grigoriewskim
- Cerkiew Trójcy Świętej w Diedinowie

Cerkiew Kazańskiej Ikony Matki Bożej w Diedinowie
- Cerkiew Narodzenia Matki Bożej w Diedinowie

Cerkiew Zmartwychwstania Pańskiego w Diedinowie
Pomieszczenie modlitewne św. Teodora Uszakowa
- Cerkiew Kazańskiej Ikony Matki Bożej w Dołgomostiewie
- Cerkiew Ikony Matki Bożej „Wspomagająca Chlebem” w Krasnej Pojmie
- Kaplica Zaśnięcia Matki Bożej w Kurowie
- Cerkiew Zaśnięcia Matki Bożej w Łowieckich Borkach
- Cerkiew Zmartwychwstania Pańskiego w Łowcach

Kaplica św. Sergiusza z Radoneża
- Cerkiew Narodzenia Pańskiego w Łuchowicach

Pomieszczenie modlitewne św. Łukasza (Wojno-Jasienieckiego)
- Cerkiew św. Mikołaja w Łuchowicach
- Cerkiew Trójcy Świętej w Łuchowicach

Cerkiew św. Sergiusza z Radoneża w Łuchowicach
- Cerkiew Kazańskiej Ikony Matki Bożej w Łuchowicach
- Cerkiew Zmartwychwstania Pańskiego w Lubiczach
- Cerkiew św. Jana Teologa w Matyrze

Cerkiew Ikony Matki Bożej „Wszechkrólowa” w Matyrze
- Cerkiew Wprowadzenia Matki Bożej do Świątyni w Podlesnej Słobodzie
- Cerkiew Trójcy Świętej w Troickich Borkach
- Cerkiew Przemienienia Pańskiego we Fruktowej